# Bernardino González Vázquez
Bernardino González Vázquez (Frankfurt del Main, Hessen, Alemanya, 29 de març de 1966), conegut com a González Vázquez, és un exàrbitre internacional FIFA de futbol de la Primera Divisió d'Espanya. És president del Comitè Gallec d'Àrbitres des del novembre del 2015 i vicepresident del Comitè Tècnic d'Àrbitres de la Reial Federació Espanyola de Futbol des del juny del 2018.

## Trajectòria
Va debutar en Primera Divisió d'Espanya el 16 de setembre de 2001 en el Reial Betis-Reial Madrid (3-1). En 2005 va aconseguir l'escarapel·la FIFA, i el seu màxim assoliment internacional va ser dirigir la final de la del Campionat Europeu Sub-17 de 2005 celebrat a Itàlia, entre Turquia i els Països Baixos.
Va dirigir el partit d'anada de la Supercopa d'Espanya de 2006 entre el Real Club Esportiu Espanyol i el Futbol Club Barcelona (0-1).